# آيت تيزي (آيت علي أوموسى)
آيت تيزي هو دُوَّار يقع بجماعة كروشن، إقليم خنيفرة، جهة بني ملال خنيفرة في المملكة المغربية. ينتمي الدوّار لمشيخة آيت علي أوموسى التي تضم 3 دواوير. يقدر عدد سكانه بـ 344 نسمة حسب الإحصاء الرسمي للسكان والسكنى لسنة 2004.

## وصلات خارجية
- البوابة الوطنية للجماعات الترابية
- المندوبية السامية للتخطيط